# Pseudopoda lushanensis
Pseudopoda lushanensis är en spindelart som först beskrevs av Wang 1990.  Pseudopoda lushanensis ingår i släktet Pseudopoda och familjen jättekrabbspindlar. Inga underarter finns listade i Catalogue of Life.